# ويليام إف. بن
ويليام إف. بن (بالإنجليزية: William F. Penn)‏ هو طبيب أمريكي، ولد في 16 يناير 1871، وتوفي في 31 مايو 1934.